# Johannes Walteri von Sinten
Johannes Walteri von Sinten (* Zinten; † 1397) (auch Zinten) war von 1374 bis 1393 als Johann IV. Erzbischof von Riga, danach war er von 1393 bis 1397 Titularpatriarch von Alexandria sowie Administrator von Tournai.

## Leben
Er stammte aus der Stadt Zinten in Preußen, wirkte als Stadtschreiber in Riga und war 1371 Notar in Riga.
Wahrscheinlich bereits vor 1371 war er Domherr und ab 1372 Prior des Domkapitels sowie Vertreter des Bischofs Siegfried von Blomberg bei dessen Abwesenheit.
Der Papst setzte Johannes als Nachfolger seines Vorgängers ein. Sein Pontifikat war von heftigen Auseinandersetzungen mit dem livländischen Deutschen Orden geprägt.
Der Orden versuchte, mit gefälschten Urkunden die Ansprüche Johanns auf das Stift Riga und dessen Besitzungen zu widerlegen. Dem Orden gelang es, die Lehnsmänner des Bischofs für sich zu gewinnen. Dieser floh nach Lübeck. Verschiedene Verhandlungsversuche, auch durch König Wenzel, scheiterten. Johann wandte sich daraufhin an den Papst. Dieser eröffnete 1393 ein neues Verfahren. Der Orden bot dem Papst 11500 Goldgulden als Pacht, wenn dieser einen Ordensangehörigen zum Erzbischof ernennen würde. Damit hatte der Orden Erfolg und Johann wurde als Erzbischof durch Johannes von Wallenrode, den Bruder des Hochmeisters, ersetzt. Er selbst wurde mit dem Titularamt des lateinischen Patriarchen von Alexandria abgefunden.